# Nera di Oliena
La Nera di Oliena è una cultivar di olivo presente in Sardegna. L'etimologia del nome fa riferimento al territorio di Oliena, il cui comprensorio è una delle aree a maggiore concentrazione di questa varietà. La cultivar è però alquanto diffusa, con vari sinonimi, in altre zone olivicole.

## Diffusione
La Nera di Oliena è una delle cultivar minori di maggiore diffusione: oltre al territorio di Oliena è presente in Ogliastra, nell'Oristanese, nel Medio Campidano (Guspinese-Villacidrese), in varie zone della Provincia di Cagliari, in particolare nel Parteòlla.

## Sinonimi
I vari sinonimi con cui è conosciuta questa cultivar fanno riferimento ad alcune caratteristiche morfologiche e fenologiche, in particolare il colore della drupa e la tardività. In altri casi fanno riferimento all'areale di coltivazione dell'ecotipo.
Nella zona di Oliena è conosciuta anche con i sinonimi Niedda de Uliana (sardo, "nera di Oliena"), Olia niedda o Ulianedda, Ulianesa (sardo, "di Oliena").
In Ogliastra è conosciuta con i sinonimi di: Nostrana, Ogliastrina, Ogliastrino, Agliastrino, Olivastrino
Nel  Medio Campidano è nota con i nomi di Terza grande, Oliva Terza o semplicemente Terza per fare riferimento all'epoca di maturazione (è la terza varietà in ordine cronologico a maturare fra quelle di maggior diffusione), ma a Villacidro è chiamata anche Tonda di Villacidro, Nera di Villacidro, Cerexia o Olia de cerexia, in quest'ultimo caso facendo riferimento alla forma globosa (in sardo cerexia significa "ciliegia").
Nella Sardegna meridionale è conosciuta con i nomi di Paschixedda o Olia de Paschixedda, ancora una volta facendo riferimento all'epoca tardiva di maturazione (in sardo Paschixedda significa "Piccola Pasqua", nome con cui è indicato il Natale).
Nell'Oristanese è infine conosciuta con il nome di Olivo di Cuglieri, in passato erroneamente considerato un ecotipo della Bosana.

## Caratteri varietali
È una cultivar di media vigoria, a portamento espanso, con foglie ellittiche, piane, ad apice aperto e di medio sviluppo. 
Le olive sono di pezzatura grande (4,5-5 g), forma sferica e simmetrica. L'apice della drupa è arrotondato con la presenza di un umbone. La superficie è cosparsa di numerose lenticelle di grandi dimensioni.
L'invaiatura procede uniformemente su tutta la drupa che a maturità è nera. È una cultivar decisamente tardiva che matura da dicembre a gennaio.

## Trasformazione
È una cultivar da olio, con resa in olio media. L'olio ha un fruttato medio. La caratteristica qualitativa dell'olio ottenuto da questa cultivar è il retrogusto amarognolo e piccante dovuto all'alto tenore in oleuropeina, il polifenolo principale dell'oliva.
Per la pezzatura medio-elevata delle olive è spesso impiegata anche per la trasformazione come oliva da mensa con lavorazione in verde o in nero. Le produzioni sono però su scala familiare, in gran parte destinate all'autoconsumo.

## Aspetti agronomici
È una cultivar di media produttività, tuttavia la maturazione tardiva è causa di una spiccata tendenza all'alternanza: in alcune zone la raccolta può protrarsi spesso fino ai mesi di febbraio e marzo, compromettendo la differenziazione a fiore dell'annata successiva. La caratteristica agronomica più interessante è la resistenza al freddo, pertanto la cultivar si presta per valorizzare aree olivicole a minore vocazione.
Non presenta particolari caratteri di resistenza o sensibilità alle principali avversità.